# Avezé
Avezé is een gemeente in het Franse departement Sarthe (regio Pays de la Loire) en telt 740 inwoners (2004). De plaats maakt deel uit van het arrondissement Mamers. Het is een klein dorp met een bakkerij, een café, een kapsalon, pizzeria, garage en tuinwinkel.

## Geografie
De oppervlakte van Avezé bedraagt 20,5 km², de bevolkingsdichtheid is 36,1 inwoners per km².
De onderstaande kaart toont de ligging van Avezé met de belangrijkste infrastructuur en aangrenzende gemeenten.

## Demografie
Onderstaande figuur toont het verloop van het inwonertal (bron: INSEE-tellingen).